# أكروتيري وديكيليا
أكروتيري ودكليا هي منطقتان ذات قواعد عسكرية ذات سيادة بريطانية على جزيرة قبرص وهذه المنطقتان من أقاليم ما وراء البحار البريطانية.
احتفظت بريطانيا بهذه القواعد بسبب المركز الاستراتيجي لقبرص في البحر الأبيض المتوسط رغم أن قبرص التي كانت مستعمرة في الإمبراطورية البريطانية أصبحت جمهورية مستقلة من دول الكومنولث.
تقع قاعدة أكروتيري أو قاعدة السيادة الغربية في جنوب غرب قبرص، بينما تقع قاعدة دكليا أو قاعدة السيادة الشرقية في شرقها.
ويتألف الإقليم من المناطق. واحد هوأكروتيري SBA ((باليونانية: Ακρωτήρι)‏ , IPA: ‎[akro̞ˈtiri]‏; (بالتركية: Ağrotur)‏)، أو «قاعدة المنطقة الغربية السيادية» أو (WSBA)، التي تضم اثنين من القواعد الرئيسية في القوات الجوية الإمبراطورية أكروتيري وإبيسكوبي كانتونمينت، بالإضافة إلى كل من منطقة قرية أكروتيري (بما في ذلك ليماسول سولت لايك) وأجزاء من أحد عشر مقاطعة قروية أخرى. والمنطقة الأخرى هي ديكيليا SBA(Greek: Δεκέλεια, IPA: ‎[ðe̞ˈke̞lia]‏; Turkish: Dikelya)، أو «شرق منطقة القاعدة السيادية» (أو ESBA)، والذي يتضمن قاعدة في ايوس نيكولاوس أجزاء بالإضافة إلى اثني عشر مقاطعات قروية.

## التاريخ
تم إنشاء مناطق القاعدة السيادية في عام 1960 من قبل معاهدة التأسيس، عندما حققت قبرص الاستقلال عن الإمبراطورية البريطانية. تريد المملكة المتحدة الحفاظ على السيادة على هذه المناطق، وهذا يضمن استخدام القواعد العسكرية البريطانية في قبرص، بما في ذلك قاعدة السلاح الجوى الإمبراطورى أكروتيري، وحامية من الجيش البريطاني. ويستند على أهمية القواعد البريطانية على الموقع الاستراتيجي لقبرص، في الطرف الشرقي للبحر الأبيض المتوسط، بالقرب من قناة السويس والشرق الأوسط، والقدرة على استخدام قاعدة سلاح الجو الملكي البريطاني كمنصة هبوط للطائرات العسكرية؛ ولأغراض التدريب العام.
في عام 1974، وبعد انقلاب عسكري من قبل الحرس الوطني للقبارصة اليونانيين في محاولة لتحقيق إينوسيس (الاتحاد مع اليونان)، تركيا قامت بغزو شمال قبرص، مما أدى إلى إنشاء الجمهورية التركية لشمال قبرص غير المعترف بها دوليا إلا أن ذلك لم يؤثر على وضع القواعد. القبارصة اليونانيون الفارين من تركيا سمح لهم بالسفر عبر منطقة القاعدة السيادية ديكيليا، وأعطيت المساعدات الإنسانية، مع تلك من أخناس إنشاء قرية جديدة (Dasaki Achnas أو أخناس الغابات) التي لا تزال في منطقة القاعدة السيادية ديكيليا. أوقفت زحف التركية عندما وصلت إلى حافة منطقة القاعدة السيادية ديكيليا لتجنب نزاع عسكري مع المملكة المتحدة. في منطقة القاعدة السيادية أكروتيري تم إنشاء مخيم للاجئين في الخيام حتى «هابي فالي» (جزء من إبيسكوبي كانتونمينت) لإيواء القبارصة الأتراك الفارين من ليماسول والقرى المحيطة بها في المنطقة، حتى عام 1975 نقلوا جوا للخروج من السلاح الجوي الإمبراطوري أكروتيري عبر تركيا إلى شمال قبرص. تبقى بعض القبارصة اليونانيين لاجئين على الأراضي في أجزاء من تراكونى وكولوسي القرى التي تقع ضمن منطقة القاعدة السيادية أكروتيري.

## النزاع مع قبرص
في يوليو 2001، نظمت احتجاجات عنيفة في قواعد القبارصة المحلية، ضد الخطط البريطانية لبناء هوائيات للراديو في القواعد كجزء من الترقية لوظائف الاتصالات العسكرية البريطانية في جميع أنحاء العالم. وكان السكان المحليين، قد ادعوا أن الصواري تعرض للخطر أرواح السكان المحليين وتسبب السرطان، وكذلك يكون لها أثر سلبي على الحياة البرية في المنطقة. الحكومتين البريطانية والقبرصية قاموا بتكليف بالاشتراك من البحوث الصحية من جامعة بريستول ووزارة الصحة في جمهورية قبرص، وأن مشروع بحثي قد قرر في عام 2005 أنه لا يوجد أي دليل على وجود مشاكل صحية قد تسببها الحقول الكهرومغناطيسية من جراء تركيب هوائيات. قامت إدارة قاعدة المناطق السيادية بعمل بعض التقييمات والدراسات الاستقصائية في الآثار على الحياة البرية، والتي غذيت إلى «خطة الإدارة البيئية بشبه جزيرة أكروتيري»، التي نشرت في سبتمبر 2012.
وقد أظهرت المملكة المتحدة أنه لا نية للتنازل عن مناطق القواعد في مجملها للسيطرة القبرصية، على الرغم من أنها كانت قد عرضت نية للتنازل عن 117 كيلومتر مربع (45 ميل2) من الأراضي الزراعية كجزء من رفض خطة عنان لقبرص. اعتبارًا من 2010, حوالي 3,000 جندي من القوات البريطانية في قبرص قد تمركزوا في أكروتيري وديكيليا. محطة ايوس نيكولاوس، في ESBA، هو مكاتب الإتصالات الحكومية البريطانية الاستخبارات الالكترونية الاستماع محطة من معاهدة بريطانية أمريكية شبكة المخابرات.
إن انتخاب اليساري ديميتريس كريستوفياس دفع الرئيس القبرصي في فبراير 2008 إلى إثارة القلق لدى المملكة المتحدة. وتعهد كريستوفياس بإزالة جميع القوات العسكرية الأجنبية من الجزيرة كجزء من تسوية مستقبلية حول نزاع قبرص، واصفا الوجود البريطاني في الجزيرة بأنه «بقع الدم الاستعمارية».